# Prepops persignandus
Prepops persignandus är en insektsart som först beskrevs av William Lucas Distant 1883.  Prepops persignandus ingår i släktet Prepops, och familjen ängsskinnbaggar. Inga underarter finns listade.